# Playa del Peñón del Cuervo
La playa del Peñón del Cuervo es una playa del distrito Este de la ciudad de Málaga, en Andalucía, España. Se trata de una playa aislada de arena oscura situada en el litoral oriental de la ciudad, entre la playa de El Candado y la playa de La Araña. Tiene unos 350 metros de longitud y unos 25 metros de anchura media.

## Ubicación
Se encuentra integrada en un parque forestal urbano denominado parque marítimo terrestre Peñón del Cuervo y es muy frecuentada. En ella se suelen organizar moragas (reuniones nocturnas de amigos en la playa, amenizada con hogueras, comida y bebidas) y otras actividades sociales. La zona cuenta con un espacio controlado para realizar barbacoas y una zona de pícnic con mesas y bancos.

## Peñón del Cuervo
La playa adquiere su nombre del Peñón del Cuervo, una formación rocosa situada junto a la orilla. El peñón separa en dos la playa del mismo nombre, ofreciendo la principal característica de este lugar de baño y recreo.
Este mide 46 metros de largo, hasta 28 metros de ancho y 12 metros de altitud. Está a pocos metros de la playa y por lo general se puede alcanzar a pie.
El Peñón del Cuervo es un importante enclave biológico por albergar la planta endémica de la siempreviva malagueña (Limonium malacitanum).